# Янт'є Фрізе
Янт'є Фрізе (нім. Jantje Friese) — німецька кінопродюсерка та сценаристка, відома тим, що разом зі своїм творчим і романтичним партнером Бараном Бо Одаром створила серіали Netflix «Пітьма» (2017—2020) і «1899» (2022).

## Робота
Янт'є Фрізе вивчала виробництво та медіаменеджмент в Мюнхенському університеті телебачення та кіно. Після закінчення навчання вона працювала продюсером у Made in Munich Film Production і Neue Sentimental Film Berlin. У 2010 році вона була менеджеркою з виробництва художнього фільму "Мовчання " разом зі своїм партнером Бараном Бо Одаром.
Разом з Одаром вона написала сценарій фільму « Хто я — жодна система не є безпечна» (2014), режисером якого був Одар. Її сценарій був номінований на найкращий сценарій Німецької кінопремії 2015 року.
Завдяки цьому фільму Netflix дізнався про Фрізе та Одара і запропонував обом зняти серіал на основі фільму. Натомість Фрізе та Одар спільно розробили перший німецький серіал Netflix «Пітьма», прем'єра якого відбулася 1 грудня 2017 року. У 2018 році Фрізе була нагороджена премією Grimme-Preis, найпрестижнішою телевізійною нагородою Німеччини, за написання сценарію для першого сезону серіалу «Пітьма» . 21 червня 2019 року був випущений 2 сезон «Пітьми», і «Пітьма» була продовжений на третій сезон, який вийшов 27 червня 2020 р.
Перед виходом третього сезону «Пітьми» Фрізе та Одар анонсували наступну серію «1899». Прем'єра перших двох епізодів відбулася на Міжнародному кінофестивалі в Торонто у вересні 2022 року.

## Фільмографія
| Рік       | Назва                                | Примітки |
| --------- | ------------------------------------ | -------- |
| 2014      | Хто я — жодна система не є безпечною |          |
| 2017–2020 | Пітьма                               | серіал   |
| 2022      | 1899                                 | серіал   |